# Avarua satchelli
Avarua satchelli is een spinnensoort in de taxonomische indeling van de springspinnen (Salticidae).
Het dier behoort tot het geslacht Avarua. De wetenschappelijke naam van de soort werd voor het eerst geldig gepubliceerd in 1955 door Brian John Marples.